# بخش باستی
بخش باستی (به انگلیسی: Basti district) یک منطقهٔ مسکونی در هند است که در Basti division واقع شده‌است. بخش باستی ۲٬۶۸۸ کیلومتر مربع مساحت و ۲۴٬۶۴٬۴۶۴ نفر جمعیت دارد.